# Disulfure de germanium
Le disulfure de germanium, ou sulfure de germanium(IV), est un composé chimique de formule GeS2. Il se présente sous la forme d'un solide blanc cristallisé translucide à température de fusion élevée,, donnant un liquide noir. Il s'agit d'un polymère tridimensionnel, de structure semblable à celle du dioxyde de silicium SiO2, à la différence du disulfure de silicium SiS2, qui est un polymère bidimensionnel (en). Il peut être obtenu à partir de dioxyde de germanium GeO2 dissous dans l'acide chlorhydrique HCl ou l'acide sulfurique H2SO4 avec du sulfure d'hydrogène H2S :
GeO2 + 2 H2S → GeS2 + 2 H2O.
Il se forme également à partir des corps simples (germanium et soufre) par réaction à 1 100 °C sous pression élevée.